# Carlos Eduardo Bendini Giusti
Carlos Eduardo Bendini Giusti (født 27. april 1993) er en brasiliansk fodboldspiller.